# Bonnie and Clyde
| Оценки критиков | Оценки критиков |
| Источник        | Оценка          |
| --------------- | --------------- |
| Allmusic        | [ 1 ]           |

Bonnie and Clyde — сборник Сержа Генсбура и Брижит Бардо, которая исполнила ведущий вокал в песне «Bubble Gum». В треке «Comic Strip» присутствуют бэк-вокальные партии американской соул-певицы Мейдлин Белл, которые в течение многих лет ошибочно приписывали Бардо.
Альбом занял 12 место в чарте Billboard 200.

## Список композиций
Вся музыка была сочинена Сержем Генсбуром, Жераром Буржуа, Жан-Максом Ривьером, Аленом Горагэром, Джеком Палмером, Спенсером Уильямсом и Шарлем Бодлером.
1. «Bonnie And Clyde[англ.]» 4:19 (Генсбур)
2. «Bubble Gum» 1:48 (Генсбур)
3. «Comic Strip» 2:14 (Генсбур)
4. «Un Jour Comme Un Autre» 2:23 (Буржуа/Ривьер)
5. «Pauvre Lola» 2:24 (Генсбур)
6. «L’eau A La Bouche» 2:33 (Музыка: Генсбур/Горагэр, слова: Генсбур)
7. «La Javanaise» 2:31 (Генсбур)
8. «La Madrague» 2:36 (Буржуа/Ривьер)
9. «Intoxicated Man» 2:40 (Генсбур)
10. «Everybody Loves My Baby» 2:14 (Палмер/Уильямс)
11. «Baudelaire» 2:30 (Генсбур/Бодлер)
12. «Docteur Jekyll Et Monsieur Hyde» 2:00 (Генсбур)

## Чарты
| Чарт               | Высшая позиция |
| ------------------ | -------------- |
| США, Billboard 200 | 12             |